# Iius
Iius (en rus: Июс) és un poble de la República de Khakàssia, a Rússia, que en el cens del 2010 tenia 1.201 habitants. Pertany al districte d'Ordjonikídzevski.